# Rosita Marstini
Rosita Marstini est une actrice américaine d'origine française, née le 19 septembre 1887 à Nancy (Meurthe-et-Moselle), morte le 24 avril 1948 à Los Angeles (Californie).

## Biographie
Alors mariée à l'acteur et réalisateur belge Paul Sablon (1888-1940), elle s'installe avec lui aux États-Unis en 1913, année où sort A Prisoner in the Harem d'Herbert Blaché. Dans ce premier film, l'actrice partage la vedette avec son époux (connu aux États-Unis sous le nom de Paul Bourgeois).
Suit une quarantaine d'autres films muets américains (dont quelques courts métrages réalisés par Paul Sablon dans les années 1910, où elle est créditée « Mme Paul Bourgeois »). Mentionnons Un drame d'amour sous la Révolution de Frank Lloyd (1917, avec William Farnum et Jewel Carmen), Sérénade de Raoul Walsh (1921, avec Miriam Cooper et George Walsh), Arènes sanglantes de Fred Niblo (1922, avec Rudolph Valentino et Lila Lee), La Grande Parade de King Vidor (1925, avec John Gilbert et Renée Adorée) et L'Âme d'une nation d'Edward Sloman (1928, avec Patsy Ruth Miller et George J. Lewis).
Le premier film parlant de Rosita Marstini est Hot for Paris de Raoul Walsh (1929, avec Victor McLaglen et Fifi D'Orsay). Puis elle contribue encore à neuf films américains, un de ses derniers étant Féerie à Mexico de George Sidney (1946, avec Walter Pidgeon et José Iturbi).
Son ultime film est Casbah de John Berry (avec Yvonne De Carlo et Tony Martin), sorti en avril 1948, mois où elle meurt à 60 ans.

## Filmographie partielle

### Période du muet (1913-1928)

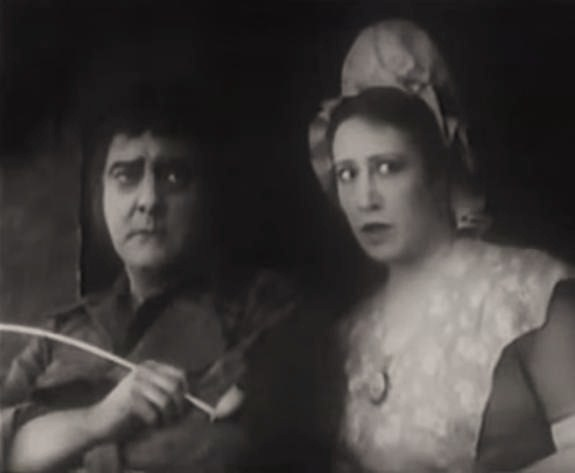
Avec Herschel Mayall, dans Un drame d'amour sous la Révolution (1917)

- 1913 : A Prisoner in the Harem d'Herbert Blaché : Toru
- 1914 : When Rome Ruled (en) de George Fitzmaurice : la jeune épouse de Caius
- 1916 : On the Trail of the Tigress de Paul Bourgeois (court métrage) : Pidetta
- 1917 : Les Enfants dans la forêt (The Babes in the Woods) de Chester M. Franklin et Sidney Franklin : Mme Hamilton
- 1917 : La Du Barry (Madame Du Barry) de J. Gordon Edwards : la mère Savord
- 1917 : The Innocent Sinner de Raoul Walsh : Mme De Cœur
- 1917 : Un drame d'amour sous la Révolution (A Tale of Two Cities) de Frank Lloyd : Thérèse Defarge
- 1918 : Bonsoir, Paul (en) (Good Night, Paul) de Walter Edwards : Mme Julie
- 1918 : Rose-Mary, la fée aux poupées (Rosemary Climbs the Heights) de Lloyd Ingraham : Mme Preston-Carr
- 1919 : The Veiled Adventure (en) de Walter Edwards : Mlle Hortense
- 1919 : Veuve par procuration (Widow by Proxy) de Walter Edwards : Mme Gilligan
- 1920 : À ton bonheur (Flames of the Flesh) d'Edward LeSaint : Suzette de Pouges
- 1920 : The Luck of Geraldine Laird d'Edward Sloman : Paula Lucas
- 1921 : Sérénade (Serenade) de Raoul Walsh : la mère de Maria
- 1921 : La Loi sacrée (The Primal Law) de Bernard J. Durning : La Belle
- 1922 : Un ménage d'actrice (Enter Madame) de Wallace Worsley : Bice
- 1922 : Arènes sanglantes (Blood and Sand) de Fred Niblo : Encarnacion
- 1924 : Mon homme (Shadows of Paris) d'Herbert Brenon : Mme Vali
- 1924 : The Red Lily de Fred Niblo : Mme Charpied
- 1925 : Fraternité ou Capriciosa (Proud Flesh) de King Vidor : Vicente
- 1925 : The Redeeming Sin de J. Stuart Blackton : la mère Michi
- 1925 : La Grande Parade (The Big Parade) de King Vidor : la mère de Mélisande
- 1926 : Flame of the Argentine d'Edward Dillon : Mme Marsini
- 1928 : L'Âme d'une nation (We Americans) d'Edward Sloman : Mme Albertini
- 1928 : Le château de sable (en) (No Other Woman) de Lou Tellegen : la tante de Carmelita

### Période du parlant (1929-1948)

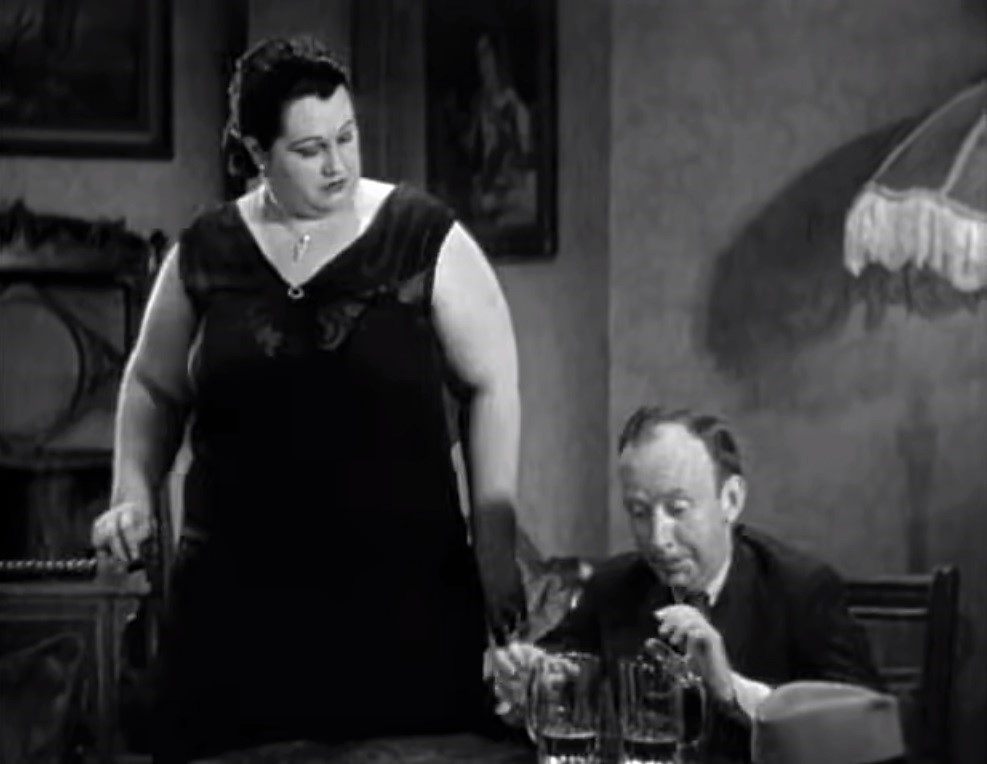
Avec Hobart Cavanaugh, dans Le Long des quais (1933)

- 1929 : Hot for Paris de Raoul Walsh : la mère de Fifi
- 1932 : The Fourth Horseman d'Hamilton MacFadden : Mme Fifi
- 1933 : Le Long des quais (I Cover the Waterfront) de James Cruze : Mme Silva
- 1934 : In Love with Life de Frank R. Strayer : Brouquet
- 1945 : Notre cher amour (This Love of Ours) de William Dieterle : Mme Flambertin
- 1946 : Féerie à Mexico (Holiday in Mexico) de George Sidney : Maria
- 1947 : Rose of Santa Rosa de Ray Nazarro : Mamacita
- 1948 : Casbah de John Berry : une femme